# Оскар за најбољи анимирани филм
Оскар за најбољи анимирани филм је награда Оскар која је први пут додељена 2001. године. Она је била најављена за претходну годину, али су људи из филмске академије били видно разочарани што се анимирани филм под именом Кокошке у бекству није пласирао, и зато да би избегли неправду, награда је почела да се додељује следеће године. Творци цртаћа Кокошке у бекству касније ће добити Оскара за најбољи анимирани филм, године 2005. за њихов цртаћ Волас и Громит: Проклетство зекодлака.
Награда се додељује једино ако има барем 8 анимираних филмова који су се пуштали током године у биоскопима Лос Анђелеса. Ако има 16 или више кандидата, листа ће се сузити на 5 потенцијалних добитника. У другим случајевима, номинованих ће бити само троје.
Људи који раде у индустрији анимације видно су били задовољни одлуком да се додели ова награда, што је резултовало већим трудом и већим интересовањем за дугометражне анимиране филмове. Мада има људи и који критикују ту награду, говорећи да настанак такве награде спречава дугометражне цртане филмове да се кандидују у категорији за најбољи филм, за који кажу да је имао највише шансе анимирани филм Шрек који је освојио прву награду за најбољи анимирани филм. Пре стварања посебне категорије за анимиране филмове, филм Лепотица и звер је једини био номинован за најбољи филм 1991. године, док су после били номиновани узастопно До неба и Прича о играчкама 3 2009. и 2010 године.

## Списак победника и номинованих
- 2001: Шрек
  - Џими Неутрон: Дечак геније
  - Чудовишта из ормара
- 2002: Зачарани град
  - Ледено доба
  - Лило и Стич
  - Хрбари коњ Спирит
  - Планета с благом
- 2003: У потрази за Немом
  - Брат Медвед
  - Белвил Рандеву
- 2004: Невиђени
  - Прича о ајкулама
  - Шрек 2
- 2005: Волас и Громит: Проклетство зекодлака
  - Покретни дворац
  - Мртва невеста
- 2006: Плес малог пингвина
  - Аутомобили
  - Чудовишна кућа
- 2007: Мућкалица
  - Персепољ
  - Прави сурфери
- 2008: Воли
  -  Муња
  - Кунг фу панда
- 2009: До неба
  - Коралина
  - Фантастични господин Лисац
  - Принцеза и жабац
  - Брендан и тајна Келса
- 2010: Прича о играчкама 3
  - Како да дресирате свог змаја
  - Илузиониста
- 2011: Ранго
  - Мачка у Паризу
  - Чико и Рита
  - Кунг фу панда 2
  - Мачак у чизмама
- 2012: Храбра Мерида
  - Франкенвини
  - Паранорман
  - Пирати! Банда неприлагођених
  - Разбијач Ралф
- 2013: Залеђено краљевство
  - Крудс
  - Грозан ја 2
  - Ернест и Селестин
  - Узлетање
- 2014: Град хероја
  - Тролови из кутије
  - Како да дресирате свог змаја 2
  - Песма мора
  - Прича о принцези Кагуји
- 2015: У мојој глави
  - Аномалиса
  - Дечак и свет
  - Овчица Шоне: Филм
  - Кад је Марни била ту
- 2016: Зоотрополис — град животиња
  - Кубо и чаробни мач
  - Вајана
  - Мој живот као тиквица
  - Црвена корњача
- 2017: Коко
  - Мали шеф
  - Хранитељка
  - Фердинанд
  - С љубављу, Винсент: Мистерија Ван Гога
- 2018: Спајдермен: Нови свет
  - Мираи
  - Невиђени 2
  - Острво паса
  - Ралф растура интернет
- 2019: Прича о играчкама 4
  - Како да дресирате свог змаја 3
  - Изгубио сам своје тело
  - Клаус
  - Господин Линк: У потрази за скривеним градом
- 2020: Душа
  - Напред
  - До Месеца и назад
  - Овчица Шоне: Фармагедон
  - Wolfwalkers
- 2021: Енканто: Магични свет
  - Бег
  - Лука
  - Мичелови против машина
  - Раја и последњи змај
- 2022: Пинокио
  - Марсел шкољка са ципелама
  - Мачак у чизмама: Последња жеља
  - Морска неман
  - Поцрвенела панда
- 2023: Дечак и чапља
  - Елементал
  - Нимона
  - Снови једног робота
  - Спајдермен: Путовање кроз Спајдер-свет
- 2024: Поплава
  - У мојој глави 2
  - Мемоари једног пужа
  - Волас и Громит: Перната освета
  - Неукротиви робот